# Hippocamelus antisensis
La taruca (Hippocamelus antisensis) también llamada taruka, venado andino, o huemul del norte, es un mamífero categorizado como en estado vulnerable; perteneciente a la familia Cervidae, que habita las escarpas andinas, y sistemas orográficos próximos, en Sudamérica. Una especie estrechamente emparentada es el huemul del sur, con el cual tiene bastante similitud de aspecto. Taruca es el nombre de la especie en las lenguas aimara y quechua, lenguas de donde proviene el nombre y aunque no son lenguas muy relacionadas, en ambas significa venado. El nombre científico genérico significa "caballo-camello", porque al describirlo por primera vez se dudaba de su ubicación taxonómica. 

## Distribución
Se distribuye principalmente a lo largo de la cordillera de los Andes del Perú, y también en poblaciones fragmentadas en el extremo norte de Chile, el oeste de Bolivia, el norte y noroeste de Argentina. 
La taruca se distribuye en poblaciones dispersas generalmente sujetas al aislamiento geográfico explicado por la localización de su especializado hábitat. El rango es casi continuo a lo largo de la parte alta de los Andes, desde el norte del Perú, al sur de la depresión de Huancabamba, hasta el extremo norte de Chile, pero siempre tomando en cuenta el aislamiento de su hábitat y la población humana que habita las zonas entre áreas con tarucas. En la porción sur de la distribución (Bolivia y Argentina) sus poblaciones están severamente fragmentadas, no contando con registros modernos en el suroeste de Bolivia. Se estima que la distribución histórica es similar a la actual pero menos fragmentada. Contrario a algunas publicaciones, la taruca nunca habitó en Ecuador; es improbable que la especie haya cruzado la depresión de Huancabamba en el norte de Perú. La presencia en Ecuador se basa en registros dudosos de restos sin origen claro, los cuales han desaparecido.
El sitio arqueológico más austral con evidencia de taruca es Caleta Huelén-42, datado entre 2800-1800 a. C., cerca de la boca del río Loa, en el extremo norte de la provincia de Antofagasta (aprox. 21° 12′ S; 68° 34′ O).
En Argentina su hábitat natural actual se extiende desde la región serrana y cordillerana de la provincia de La Rioja hacia el norte (sector septentrional de las Sierras Pampeanas y la Precordillera del Noroeste) (provincias de Salta, Jujuy, Tucumán, Catamarca y La Rioja). Según la evidencia arqueológica, habitó en el pasado también en los alrededores de los sitios Intihuasi, San Luis (32° 10′ S; 66° 21′ O) y Ongamira, Córdoba (30° 51′ S; 64° 31′ O).

## Descripción
Es un ungulado de tamaño mediano y corpulento, adaptado a la geografía y condiciones ambientales de alta montaña. Pesan aproximadamente entre 45 a 80 kg, siendo su altura a la cruz de 69 a 80 cm y 140 cm contando la cabeza y las astas, siendo los menores tamaños y pesos correspondientes a las hembras. El pelaje es de color general gris arena a marrón grisáceo. El pelaje está compuesto por pelos huecos y gruesos, con pelos cobertores cercanos a la piel. Las caras tienen marcas negras, que se diferencian entre individuos, y son más notorias, parecidas a máscaras en forma de V o Y en machos.
Tienen una glándula pre-orbital grande. Presentan un blanco en la parte inferior de la cara y en la parte delantera del cuello, así como en el hocico detrás de la nariz. Esto último varía entre individuos pero siempre presenta un parche justo detrás de los lados de la nariz. Las orejas son largas. La espalda es más oscura cerca a la rabadilla y en la base de la cola, variando de marrón a marrón oscuro. La región ventral es parda, la zona inguinal y casi toda la cola en adultos es blanca. Toda la parte interna de las piernas es también blanca así como en ambos lados en la parte distal. Las piernas son cortas. Al igual que otros cérvidos, solo los machos desarrollan astas, que mudan una vez al año, por lo general al inicio de la temporada de lluvias. Estas son bifurcadas en la base, y crecen en promedio unos 30 cm en los candiles posteriores en machos adultos. Las crías no son moteadas.

## Hábitat
Este cérvido se caracteriza por vivir en faldeos rocosos de las cordilleras, pobres en vegetación, peñas y pastizales de puna, a altitudes de entre 1800 y 5500 m s. n. m. Se le encuentra principalmente en zonas dominadas por roquedales y pastizales de puna, en los pisos superiores de las sierras y en algunos ambientes de la prepuna al sur de su distribución.

## Costumbres
Generalmente forman tropas familiares de hasta quince individuos, liderados por una hembra, que se reagrupan aleatoriamente y se redistribuyen por lo general dependiendo de la época del año, momento de apareamiento, que en los Andes Centrales se da generalmente en los meses de mayo y junio; o durante la parición. El periodo de gestación es de aproximadamente 270 días, que coincide con el final de la temporada de lluvias, cuando hay más vegetación. Es un animal diurno, muy tímido y arisco, que no duda en emprender la huida ante la presencia humana o alguna señal de peligro. Vive alrededor de 10 años como promedio, siempre en estado silvestre.

## Conservación
La reducción del hábitat, la competencia con el ganado doméstico y la falta de un manejo cinegético adecuado son las principales amenazas sobre la especie. La taruca es catalogada como Vulnerable (VU) a nivel internacional (UICN). La especie se encuentra en el apéndice I de CITES y se encuentra en numerosas áreas protegidas a lo largo de su distribución.
Para el 2008, se estimó una población total de entre 12000 a 17000 individuos. La mayor parte se encuentran en Perú con un estimado de entre 9000 a 13000 ejemplares. En Chile habitarían unas 1000 tarucas, y algo más de 2000 en Argentina y Bolivia.
Hippocamelus antisensis fue declarado monumento natural en Argentina el 25 de septiembre de 1996 mediante la sanción de la ley n.º 24702 y monumento natural provincial por la provincia de Jujuy el 27 de mayo de 2004 mediante la ley n.º 5405. Desde diciembre de 2018, el animal está retratado en el billete de 100 pesos de la República Argentina, como parte de la familia “Fauna Autóctona de la República Argentina” que conforma los nuevos modelos de dicha moneda nacional.